# Lobus martini
Lobus martini är en tvåvingeart som beskrevs av Joseph och Parui 1983. Lobus martini ingår i släktet Lobus och familjen rovflugor. Inga underarter finns listade i Catalogue of Life.